# Yaco (ort i Bolivia)
Yaco är en ort i Bolivia.   Den ligger i departementet La Paz, i den centrala delen av landet, 300 km nordväst om huvudstaden Sucre. Yaco ligger 3 717 meter över havet och antalet invånare är 640.
Terrängen runt Yaco är huvudsakligen lite bergig. Yaco ligger nere i en dal. Runt Yaco är det glesbefolkat, med 12 invånare per kvadratkilometer.. Det finns inga andra samhällen i närheten.
Trakten runt Yaco består i huvudsak av gräsmarker.